# Nennhausen

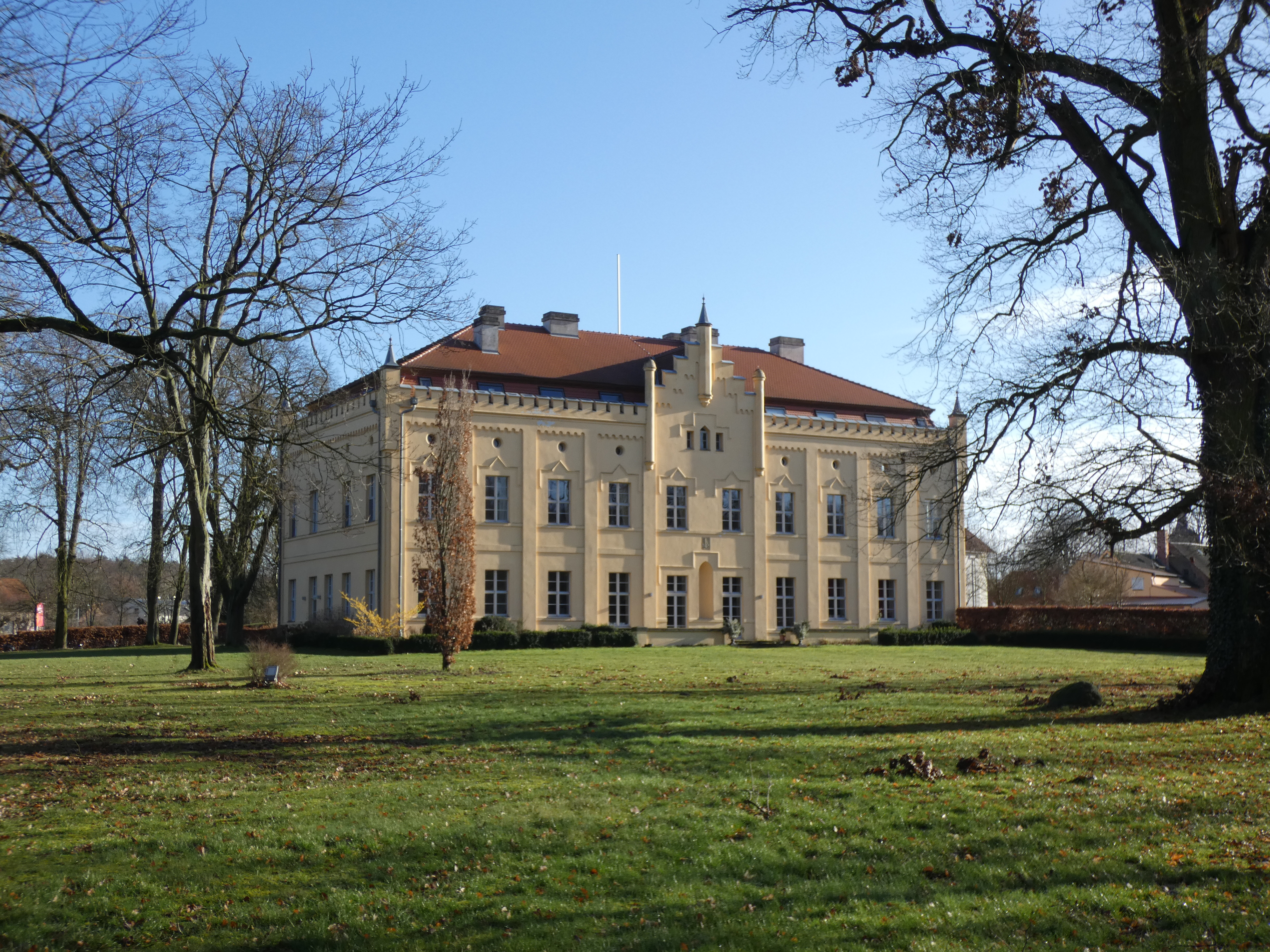
Schloss Nennhausen

Nennhausen ist eine Gemeinde im Süden des Landkreises Havelland in Brandenburg (Deutschland). Sie ist Verwaltungssitz des gleichnamigen Amtes Nennhausen und entstand aus einem früheren Rittergut mit der Zusammenlegung von sechs Dörfern der Umgebung.

## Geografie
Nennhausen liegt etwa 14 km östlich von Rathenow und rund 25 km nördlich von Brandenburg an der Havel. Östlich grenzt das Havelländische Luch, in dem sich ein ausgedehntes Schutzgebiet für die stark gefährdeten Großtrappen (Otis tarda) befindet, an die Gemeinde.

## Gemeindegliederung
Zur Gemeinde Nennhausen gehören die Ortsteile
| - Bamme - Buckow | - Damme - Gräningen | - Liepe - Mützlitz |

und die Wohnplätze Ausbau, Bammer Ausbau, Försterei Krügershorst, Lieper Mühle, Luchhof, Nennhof und Spolierenberg.

## Geschichte

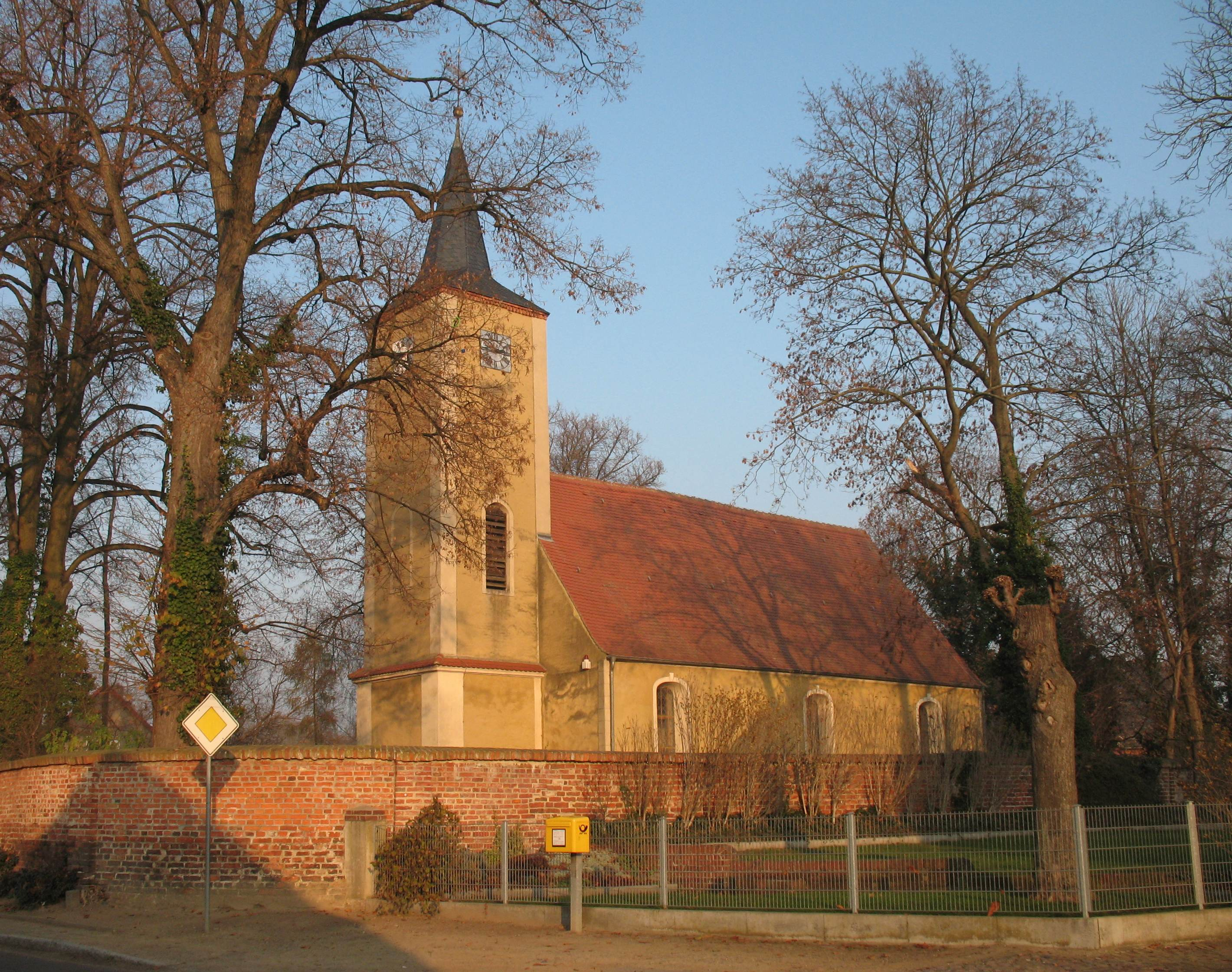
Dorfkirche Nennhausen

Im Jahr 1161 wurde der heutige Ortsteil Buckow erstmals urkundlich erwähnt. Die erste urkundliche Erwähnung von Damme als Dambe erfolgte im Jahr 1164. Urkundlich erstmals erwähnt wurden Nennhausen 1304, Bamme 1348, Liepe 1304 und Gräningen 1375. Mützlitz fand im Domkapitel Brandenburg im Jahr 1161 erste urkundliche Erwähnung. Die Orte Mützlitz und Buckow sind slawischen Ursprungs.
Das Rittergut Nennhausen gehörte als Lehen der Bischöfe von Brandenburg von 1482 bis 1694 der Familie Lochow und kam 1694 an die Familie von Briest, unter anderem an August Sigismund von Briest. Er war Zögling auf der Ritterakademie Brandenburg. Die männlichen Nachfahren seiner Linie starben 1822 aus, so erbte es die Dichterin Caroline de la Motte Fouqué, geb. von Briest, Ehefrau des Schriftstellers Friedrich de La Motte Fouqué, und danach ihre Nachfahren aus erster Ehe mit einem Rochow. Der letzte Rochow auf Nenndorf war Theodor von Rochow (1794–1854), dessen Witwe verkaufte es an den Industriellen Karl Wilhelm von Jaeckel (1816–1875). Die Tochter Anna von Jaeckel (1862–1943) heiratete Adalbert Ferdinand Wilhelm von Bredow (1859–1933), von ihm erwarb es der Graf von und zu Westerholt und Gysenberg. 1945 wurde es enteignet und ein Flüchtlingsheim. 1996 erwarb Alexander von Stechow das Gutshaus und sanierte es.
Das Rittergut Liepe wurde 1353 als „Lyp“ erstmals genannt. Seit 1375 war es im Besitz derer von Lochow und ab 1427 derer von Bredow. Nach dem Tod des kinderlosen Friedrich Ludwig Wilhelm Graf von Bredow (1819–1886) brachte die Familie das Gut in eine Familienstiftung ein, deren Einkünfte unter den männlichen Mitgliedern der Familie aufgeteilt wurden. Das 1855 neu gebaute Lieper Gutshaus existiert nicht mehr. An das ehemalige Rittergut erinnert seit dem Jahr 2006 eine Slawenburg, die dort im Zuge der Landesgartenschau, die auf dem Gut stattfand, errichtet wurde.
Nennhausen und seine heutigen Ortsteile gehörten 1817–1952 zum Landkreis Westhavelland in der preußischen Provinz Brandenburg (1947–1952 im Land Brandenburg), 1952–1990 zum Kreis Rathenow im DDR-Bezirk Potsdam.
Der Ortsteil Buckow beherbergt die staatliche Vogelschutzwarte des Landes Brandenburg, deren zentrale Aufgabe in der Entwicklung und Umsetzung des Artenschutzprogramms für die bis zu 18 Kilogramm schweren Trappen besteht, die nach den afrikanischen Riesentrappen (Ardeotis kori) zu den schwersten flugfähigen Vögeln weltweit zählen.
Die Gemeinden Buckow und Damme wurden am 31. Dezember 2002 nach Nennhausen eingemeindet. Im Zuge der brandenburgischen Gemeindegebietsreform wurden die bis dahin selbstständigen Gemeinden Bamme, Gräningen, Liepe und Mützlitz am 26. Oktober 2003 in die Gemeinde Nennhausen eingegliedert.

## Bevölkerungsentwicklung
| Jahr | Einwohner |
| ---- | --------- |
| 1875 | 0 663     |
| 1890 | 0 698     |
| 1910 | 0 743     |
| 1925 | 1 006     |
| 1933 | 0 845     |
| 1939 | 0 907     |

| Jahr | Einwohner |
| ---- | --------- |
| 1946 | 1 178     |
| 1950 | 1 235     |
| 1964 | 1 024     |
| 1971 | 0 969     |
| 1981 | 1 026     |
| 1985 | 0 994     |

| Jahr | Einwohner |
| ---- | --------- |
| 1990 | 1 005     |
| 1995 | 1 014     |
| 2000 | 1 022     |
| 2005 | 2 029     |
| 2010 | 1 931     |
| 2015 | 1 901     |

| Jahr | Einwohner |
| ---- | --------- |
| 2020 | 1 814     |
| 2021 | 1 802     |
| 2022 | 1 789     |
| 2023 | 1 782     |
| 2024 | 1 768     |

Gebietsstand des jeweiligen Jahres, Einwohnerzahl: Stand 31. Dezember (ab 1991), ab 2011 auf Basis des Zensus 2011, ab 2022 auf Basis des Zensus 2022
Nach Angaben des Amtes Nennhausen verteilten sich die Einwohner im August 2018 wie folgt auf die Ortsteile der Gemeinde:
| Ortsteil   | Einwohner |
| ---------- | --------- |
| Nennhausen | 0877      |
| Bamme      | 0267      |
| Buckow     | 0 89      |
| Damme      | 0122      |
| Gräningen  | 0213      |
| Liepe      | 0145      |
| Mützlitz   | 0150      |
| Insgesamt  | 1863      |

## Politik

### Gemeindevertretung
Die Gemeindevertretung von Nennhausen besteht aus 12 Gemeindevertretern und der ehrenamtlichen Bürgermeisterin. Die Kommunalwahl am 9. Juni 2024 führte bei einer Wahlbeteiligung von 69,6 % zu folgendem Ergebnis:
| Partei / Wählergruppe                                              | Stimmenanteil 2019 | Sitze 2019 |        | Stimmenanteil 2024 | Sitze 2024 |
| ------------------------------------------------------------------ | ------------------ | ---------- | ------ | ------------------ | ---------- |
| Unabhängige Bürgerinitiative „Zukunft für die Gemeinde Nennhausen“ | 32,7 %             | 4          | 54,2 % | 7                  |            |
| Gemeinsam vor Ort                                                  | 67,3 %             | 8          | 40,2 % | 5                  |            |
| CDU                                                                | –                  | –          | 05,6 % | –                  |            |
| Insgesamt                                                          | 100 %              | 12         | 100 %  | 12                 |            |

### Bürgermeister
- 1998–2024: Brigitte Noël (Die Linke)[14]
- seit 2024: Nadine Trägenap (Zukunft für die Gemeinde Nennhausen)

Noël wurde in der Bürgermeisterwahl am 26. Mai 2019 ohne Gegenkandidat mit 76,7 % der gültigen Stimmen wiedergewählt.
Trägenap wurde am 9. Juni 2024 ebenfalls ohne Gegenkandidat mit 86,0 % der gültigen Stimmen zu ihrer Nachfolgerin gewählt. Ihre Amtszeit beträgt fünf Jahre.

## Sehenswürdigkeiten

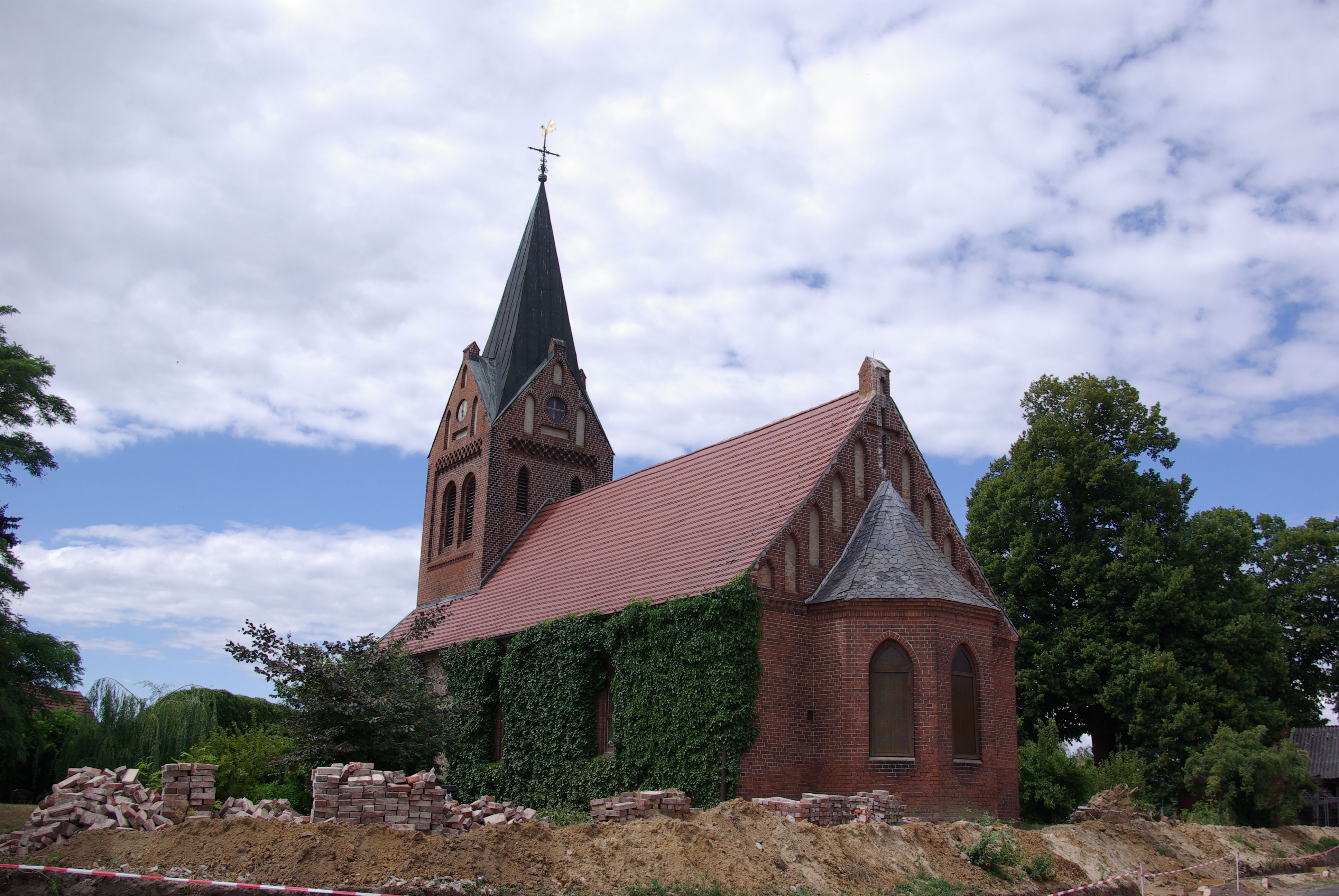
Kirche im Ortsteil Liepe

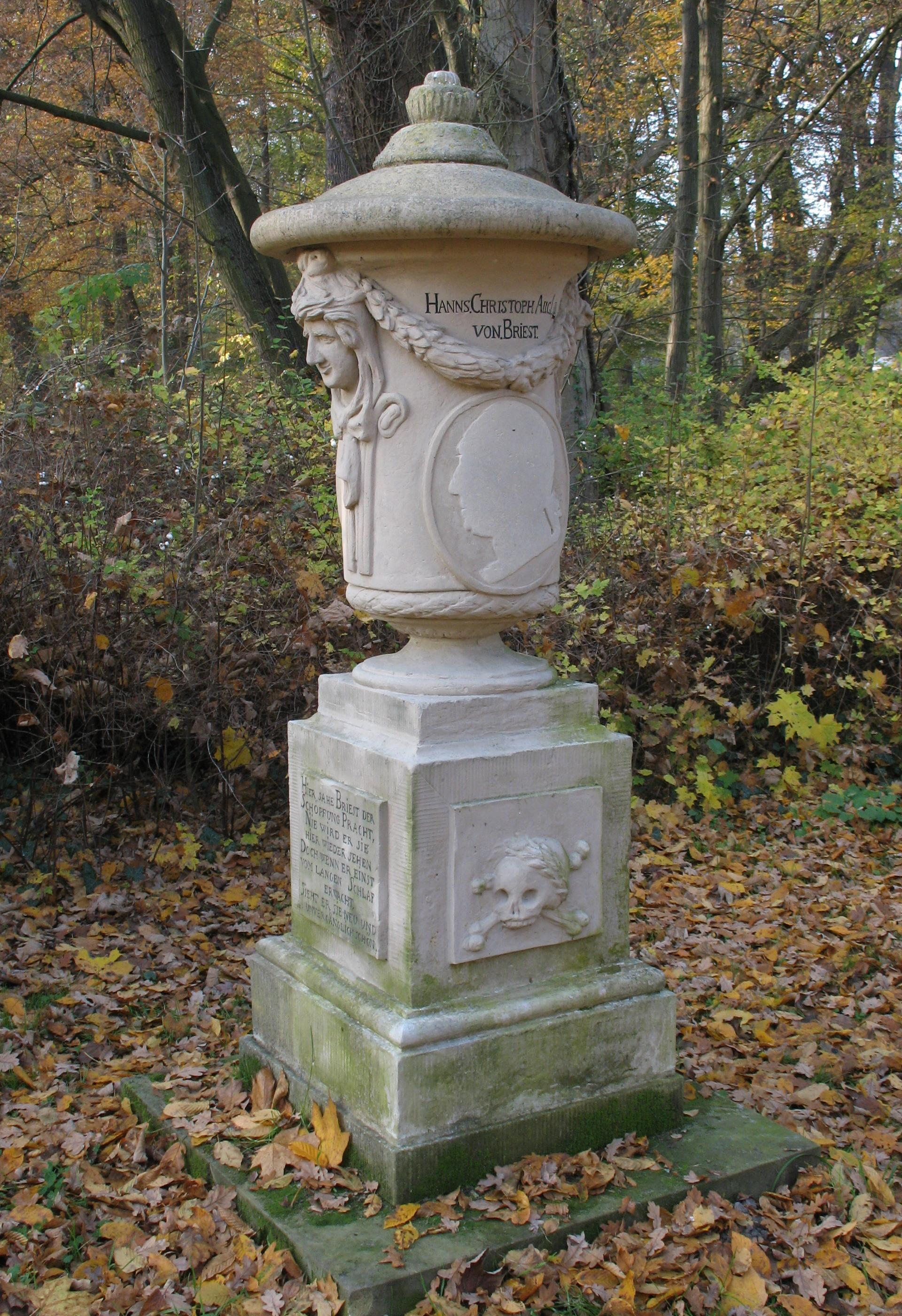
Sandstein-Urne im Schlosspark

- Schloss Nennhausen, 1705 erbautes Gutshaus, Wohnsitz der romantischen Schriftsteller Caroline von Briest und ihres Ehemanns Friedrich de La Motte Fouqué
- Schloss- oder Gutspark, ab 1780 in einen englischen Landschaftsgarten umgestaltet. Die im Park befindliche Orangerie wurde nach der Restaurierung im Mai 2013 wieder eröffnet.
- Burgwall Bamme nahe dem Ort Bamme, Überrest eines slawischen Burgwalls aus dem 7.–9. Jahrhundert. Von der einstigen Anlage sind noch der ehemalige Wall und Burggraben erkennbar.

Weitere Sehenswürdigkeiten sind:
- Dorfkirche Nennhausen, spätgotischen Ursprungs, Überarbeitung von 1613 mit Wanddenkmal, Relief aus Alabaster und Gruft mit Mumie. Turm von 1783 mit starken äußerlichen Eingriffen des 19. Jahrhunderts einschließlich Vorhalle im Stil der Neugotik
- Fouqué-Ausstellung im Alten Gärtnerhaus
- Sowjetisches Ehrenmal in Nennhausen
- Bockwindmühle Bamme aus dem Jahr 1569, ältestes im Ort erhaltenes Bauwerk
- Bienenpark Lemme im Bamme
- Dorfkirche Liepe
- Dorfkirche Bamme, das zentrale Gotteshaus im Ortsteil Bamme (der erstmals 1334 urkundlich erwähnt wurde). Die Kirche entstand 1730–1735 nach einer starken Überformung eines Vorgängerbauwerks. Ausgestattet ist der Sakralbau mit einem historischen Kanzelaltar, einer Orgel und einer Gussstahlglocke, die eine früher für Kriegszwecke abgelieferte Bronzeglocke ersetzt.[18]
- Dorfkirche Mützlitz
- Gotische Dorfkirche Buckow aus der ersten Hälfte des 14. Jahrhunderts, einst Wallfahrtskirche[19]
- Dorfkirche Damme aus dem Jahr 1822 mit wertvollem Kelch
- Dorfkirche Gräningen aus dem 16. Jahrhundert mit Taufbecken aus dem Jahre 1686
- Staatliche Vogelschutzwarte mit Großtrappenschutzstation in Buckow
- Naturschutzgebiet Gräninger See
- Gräninger Spring-Quelle
- Slawenburg im Ortsteil Liepe

## Verkehr
Nennhausen ist über die Landesstraße L 982 mit der vier Kilometer entfernten Bundesstraße 188 verbunden.
Der Bahnhof Nennhausen liegt an der Bahnstrecke Berlin–Lehrte. Er wird von der Regionalexpresslinie RE 4 (Rathenow–Berlin–Falkenberg) der DB Regio Nordost im Zwei-Stunden-Takt bedient. Werktags zur Hauptverkehrszeit halten die Züge stündlich.

## Persönlichkeiten

### Söhne und Töchter der Gemeinde
- Balthasar Köpke (1646–1711), evangelischer Theologe
- Gustav von Rochow (1792–1847), Politiker, preußischer Innenminister
- Georg Hille (1841–1911), Historiker, geboren in Liepe
- Walther Wecke (1885–1943), General der Luftwaffe im Zweiten Weltkrieg, geboren in Nennhausen
- Willi Beuster (1898–1982), Gewerkschafter, Lokalpolitiker (KPD/SED) und Widerstandskämpfer gegen das NS-Regime, geboren in Bamme
- Rolf Weber (* 1953), Fußballspieler in der DDR-Oberliga, geboren in Bamme

### Mit Nennhausen verbundene Persönlichkeiten
- Friedrich de La Motte Fouqué (1777–1843), romantischer Dichter, lebte 1802 bis 1833 in Nennhausen